# Stellafane

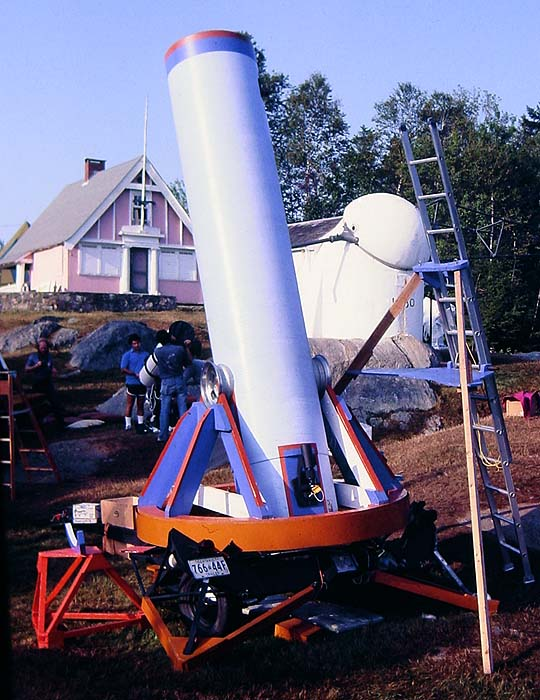
Un gran telescopio reflector newtoniano exhibido durante la Convención Stellafane con la "casa club rosa" Stellafane y el Telescopio de Torreta Porter al fondo.

Stellafane (traducible del latín como santuario a las estrellas) es el nombre del club de Fabricantes de Telescopios construido en Breezy Hill, Springfield (Vermont), en la década de 1920. El nombre también hace referencia a la Convención Stellafane, una reunión de astrónomos aficionados fabricantes de telescopios realizada cada año en aquella ubicación. 

## La casa club
El club de Fabricantes de Telescopios de Springfield surgió de unas clases para enseñar cómo fabricar telescopios caseros, que fueron iniciadas por Russell W. Porter en Springfield (Vermont), el 12 de agosto de 1920. Los miembros de este pequeño grupo decidieron formar un club y acogió su primera reunión en el 7 de diciembre de 1923. La casa club Stellafane se construyó en 1924 en una parcela de 120.000 m² perteneciente a Porter en la cumbre de Breezy Hill (390 m) en las afueras  de la ciudad. La casa club original media 6x7,3 m (con 3,3x4 m añadidos en 1926) e incluyó una sala de reuniones, una cocina, un taller, y literas en el segundo piso. El edificio incorporó un telescopio Cassegrain polar, un telescopio de tránsito (actualmente no funcional), un telescopio solar, y un reloj de sol en la pared sur. El nombre Stellafane (originalmente sugerido por Porter en la reunión del club de enero de 1924) proviene las palabras latinas stella, significando estrella, y fane, con el significado de santuario, que juntas significan "Santuario a las Estrellas". Además de la  histórica "casa club rosa" del Stellafane, el lugar incluye el telescopio de torreta Porter, de diseño singular, un reflector newtoniano de 300 mm de apertura con relación focal f/17 (completado en 1931). Este telescopio consta de un domo de hormigón que rota como una montura equatorial, con el telescopio montado en el exterior, donde el observador trabaja cómodamente resguardado en el interior. Stellafane es todavía la ubicación donde el club de Fabricantes de Telescopios de Springfield celebra la mayoría de sus reuniones. La casa club y el observatorio que aloja el telescopio de Porter fueron designados Hito Histórico Nacional en 1989, en reconocimiento a la función pionera del club en el popularization de la astronomía y la construcción de telescopios para aficionados.

## La convención

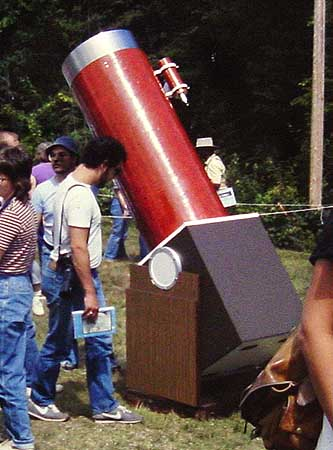
Un Telescopio dobsoniano en exposición en la Convención Stellafane a principios de los 80's

La convención Stellafane es celebrada cada año en la tierra y los  edificios del club en la cumbre de Breezy Hill. Fue iniciada por Porter y los Fabricantes de Telescopios de Springfield en 1926, como una ocasión para unos 20 fabricantes de telescopios amateur para comparar telescopios e  intercambio ideas. Desde entonces se ha convertido en la convención astronómica más grande del mundo. Miles de fabricantes de telescopio amateur de todo el mundo se reúnen para compartir sus innovaciones, realizar competiciones, y disfrutar el cielo de noche. La convención es generalmente celebrada en el fin de semana de la luna nueva más cercana a las fechas de la lluvia de estrellas de Las Perseidas (normalmente a principios de agosto).

### Stellafane Este
A pesar de que la competición de telescopio amateur y la exhibición es todavía celebrada en el sitio original alrededor de la casa club, la mayoría de las actividades de convención desde mediados de los años ochenta han tenido lugar en "Stellafane Este," un anexo a la tierra original, a un breve paseo desde Breezy Hill.

### Astrónomos asociados
- James Hartness
- Albert Graham Ingalls, editor americano Científico quién escribió historias sobre Russell W. Porter y el club Fabricantes de Telescopios de Springfield
- John M. Pierce, temprano miembro fundador
- Russell W. Porter, fundador del club Fabricantes de Telescopios de Springfield